# Turanogryllus niloticus
Turanogryllus niloticus är en insektsart som först beskrevs av Henri Saussure 1877.  Turanogryllus niloticus ingår i släktet Turanogryllus och familjen syrsor. Inga underarter finns listade i Catalogue of Life.